# Cztery pokoje (singel)
Cztery pokoje – maxisingel Kazika Staszewskiego promujący jego album Melassa. Singel ukazał się w czerwcu 2000 roku nakładem wydawnictwa S.P. Records.

## Lista utworów
Opracowano na podstawie materiału źródłowego.
| Nr  | Tytuł utworu                                 | Długość |
| --- | -------------------------------------------- | ------- |
| 1.  | „Cztery pokoje”                              | 04:55   |
| 2.  | „Cztery pokoje (wersja Piotra Wieteski)”     | 04:37   |
| 3.  | „Cztery pokoje (wersja z Kaziem refrenowym)” | 05:09   |
| 4.  | „Cztery pokoje (dodaj swój głos samemu)”     | 05:09   |
| 5.  | „Cztery pokoje (dodaj swój podkład samemu)”  | 04:17   |
| 6.  | „Komercya 2000 (wersja lightowa)”            | 02:20   |
| 7.  | „Wiek XX (dodaj swój głos samemu)”           | 04:40   |
| 8.  | „Wiek (dodaj swój podkład samemu)”           | 03:05   |
| 9.  | „Jesień (wersja schizisss)”                  | 02:28   |
| 10. | „Chcem piwa cz.1”                            | 01:10   |
|     |                                              | 37:50   |

## Twórcy
słowa: Kazik Staszewski
muzyka: Kazik Staszewski, Piotr Wieteska
gościnnie: Edyta Bartosiewicz – śpiew